# Dipaculao
Dipaculao è una municipalità di quarta classe delle Filippine, situata nella Provincia di Aurora, nella regione del Luzon Centrale.
Dipaculao è formata da 25 baranggay:
- Bayabas
- Buenavista
- Borlongan
- Calaocan
- Diamanen
- Dianed
- Diarabasin
- Dibutunan
- Dimabuno
- Dinadiawan
- Ditale
- Gupa
- Ipil

- Laboy
- Lipit
- Lobbot
- Maligaya
- Mijares
- Mucdol
- North Poblacion
- Puangi
- Salay
- Sapangkaw
- South Poblacion
- Toytoyan